# Samavartana
Le Samavartana appelé aussi snana est un rite de passage de l'hindouisme: un samskara qui fête la fin des études secondaires et ainsi célèbre l'entrée dans la vie d'homme au foyer ou dans une carrière d'étudiant. La vie d'un jeune fidèle en Inde est découpée en quatre ashramas, quatre stades, et le samavartana fête l'entrée dans une de ces nouvelles étapes: le grihastha. Cette cérémonie se caractérise par la prise d'un bain qui symbolise l'enlèvement des impuretés humaines mais aussi la traversée de l'océan de la connaissance.